# Alger la blanche
 (juillet 2025).
Pour les articles homonymes, voir Alger (homonymie).
Pour plus de détails, voir Fiche technique et Distribution.
Alger la blanche est un film français de Cyril Collard sorti en 1986.

## Synopsis
C'est l'histoire d'un adolescent d'origine algérienne, Farid, qui provoque des réactions violentes au sein de son environnement familial et de ses amis, parmi lesquels son ami Jean, avec lequel Farid entretenait des relations homosexuelles.

## Fiche technique
- Réalisation : Cyril Collard
- Scénario : Cyril Collard, Jean-Marie Guillaume
- Production : Cyril Collard
- Producteur délégué : Janine Collard
- Photographie : Daniel Barrau
- Photographe de plateau: Philippe Letiennest
- Montage : Danielle Fillios
- Décors : Frédéric Delpech
- Pays :  France
- Genre : Court métrage
- Durée : 28 minutes
- Format : Couleur
- Date de sortie :

## Distribution
- Frédéric Deban : Jean
- Ali Baouche : Farid
- Farida Chrouki : Nahed
- Aïssa Djabri : Hassan
- Mohamed Zran : Mohammed
- Sahalia Baouche : La mère
- Tawfik El Sherbini : L'oncle
- Larbi Bekka : Le jeune cousin
- Henri Lopez-Terres : Le juge
- Grégoire Colard: un flic

## Critiques
Pour la critique Luce Vigo, c'est « un des films les plus marquants de l’histoire du court métrage français des années 1980 : par son sujet – un moment charnière des liens amoureux entre deux garçons, Jean, le Français dessinateur et Farid, l’Algérien apprenti électricien –, par sa dramaturgie qui crée surprise et émotion, par le regard porté par Cyril Collard sur les personnages, la société et les lieux dans lesquels se déroulent les temps forts de son récit. »

## Distinctions
En 1987, ce court-métrage est nommé au César du meilleur court-métrage de fiction.